# Tessa Parkinson
Tessa Parkinson (ur. 22 września 1986 w Perth) – australijska żeglarka sportowa startująca w klasie 470, mistrzyni olimpijska, brązowa medalistka mistrzostw świata.
Złota medalistka igrzysk olimpijskich w 2008 roku w klasie 470 (razem z Elise Rechichi).
Brązowa medalistka mistrzostw świata w 2008 roku.